# Площадь Туманяна
Пло́щадь Туманя́на (название утверждено 1 октября 1969 года) — площадь в Северном административном округе города Москвы на территории районов Бескудниковский и Западное Дегунино. Близ площади расположен кинотеатр «Ереван»

## История
В конце XVI века недалеко от площади находилась деревня Бескудниково (в районе современного одноимённого переулка, между Бескудниковским бульваром и Селигерской улицей). В 1874 году на территории, где сейчас находится площадь Туманяна, был построен кирпичный завод, который был основан московским купцом А. Т. Денисовым.
Площадь названа в 1969 году в честь 100-летия со дня рождения выдающегося армянского поэта и общественного деятеля Ованеса Тадевосовича Туманяна (1869—1923).

## Расположение
Площадь Туманяна расположена между Дмитровским шоссе, Коровинским шоссе, а также Пяловской и Селигерской улицами.

## Достопримечательности
Современная площадь Туманяна ничем примечательным не выделяется. На площади формально нет ни одного строения; даже здание кинотеатра «Ереван», находящееся на площади, имеет на самом деле адрес: Дмитровское шоссе, дом 82.
В 2018 году на площади открылся один из выходов южного вестибюля станции метро «Селигерская».
В 2020 году здание кинотеатра "Ереван" было реконструировано с переустройством под нужды Единого диспетчерского центра московского метрополитена (арх. Александр Сохацкий, Наталья Сохацкая, Илья Лапин, Олег Плотицын).
Одновременно с кинотеатром «Ереван» рядом был построен универсам, который в 2002—2005 годах использовался как одна из съёмочных площадок проекта «Фабрика звёзд».